# Mayssa Pessoa
Mayssa Raquel de Oliveira Pessoa (João Pessoa, 11 de septiembre de 1984) es una jugadora de balonmano brasileña, que juega como portera.
Formó parte de la selección brasileña que ganó el Mundial de Serbia 2013 y logró el mejor lugar del país en los Juegos Olímpicos durante los Juegos Olímpicos de Verano de 2012 en Londres, quedando sexto. Fue convocada para los Juegos Olímpicos de Verano de 2016 en Río de Janeiro.

## Biografía

### Vida personal
Durante los Juegos Olímpicos de Londres 2012 llamó la atención de la prensa brasileña por definirse como bisexual. Tras redefinir su orientación sexual a lesbiana, sufrió varios ataques homofóbicos y racistas cuando jugaba en el extranjero, principalmente en Rumanía. En los Juegos Olímpicos de Río de Janeiro 2016, estuvo acompañada por su entonces novia, la modelo canadiense Nikki Shumaker, y dice no haber sufrido discriminación. Actualmente mantiene una relación con la modelo holandesa Nikita Ramona, con quien se comprometió en el 2019.
En 2020, la deportista reveló que sus planes eran volver a vivir a su ciudad natal, João Pessoa, tras su retiro:

Dentro de unos tres o cuatro años volveré a João Pessoa. Es difícil no ver a tu familia; tu madre y tu padre envejecen. Y verlo sólo después de años, meses. Pienso cada vez más en volver, antes no pensaba.

## Trayectoria deportiva

### Inicio y selección
Mayssa comenzó su carrera jugando en el Colégio Lourdinas, en João Pessoa. Terminó despuntando en el balonmano playa, donde formó parte de la selección nacional y ganó la medalla de oro en los Juegos Mundiales de 2005 en Duisburg, Alemania. Se trasladó a la cancha y se fue a jugar al Issy Paris Hand, de Francia. Luego se mudó al Dinamo Volgogrado de Rusia, donde permaneció dos temporadas.
Con el CSM București de Rumanía fue campeona de la Liga de Campeones de Europa de balonmano femenino en 2016, poco antes de fichar por el ŽRK Vardar de Macedonia.

### Títulos
Selección
- Juegos Mundiales: Balonmano playa - Oro (2005)[3]
- Campeonato Mundial: Balonmano cancha - Oro (2013)[12]
- Juegos Panamericanos: Balonmano cancha - Oro (2015)
- Campeonato Panamericano: Balonmano cancha - Oro (2013)[12]

Club
- Dinamo Volgograd

Campeonato ruso: 2013, 2014
- CSM București

Liga de Campeones: 2015-16
Campeonato rumano: 2015, 2016
Copa de Rumania: 2015